# Cheiloneurus hemipterus
Cheiloneurus hemipterus är en stekelart som först beskrevs av Girault 1920.  Cheiloneurus hemipterus ingår i släktet Cheiloneurus och familjen sköldlussteklar. Inga underarter finns listade i Catalogue of Life.